# Gongylomorphus bojerii
Gongylomorphus bojerii là một loài thằn lằn trong họ Scincidae. Loài này được Desjardin mô tả khoa học đầu tiên năm 1831.